# Championnat d'Algérie de basket-ball de deuxième division
Le Championnat d'Algérie de basket-ball de deuxième division, aussi appelé Nationale 2, est un championnat de basket-ball.

## Les clubs de l'édition 2007-08
- CRM Birkhadem
- O Batna
- US Biskra
- NRM Harrach
- MT Setif
- CR Beni Saf
- OMS Miliana
- ASPTT Oran
- C Oran B.B
- MS Cherchell
- MOO Ouargla
- OM Ruisseau

### édition 1995-1996
- Niveau B :
- Groupe Centre Est : 8 équipes
- ASPTTAlger - CRMBirkhadem - IRHussein-dey - ARBEE(Alger Centre ) - CREConstantine - MSPBatna - Hamra Annaba et ASC Bordj Bou Arréridj .
- Groupe Centre Ouest : 8 équipes
- MSCherchell - ASPTTOran - CRTémouchent - IRMBel-Abbès - CRBDjelfa - OMMédéa - SCMiliana et CRB Béni-Saf .

### édition 1996-1997
- Source :
- El-Moudjahid  Algérie du lundi 26 février 1996 page 20 ( Programme de la 13è journée du championnat d'  Algérie de Basket-ball de seconde division séniors Hommes , saison , 1995-1996 )